# Мерин
Ме́́рин — кастрований самець домашнього коня (кастрований жеребець). Традиційно тварини цінувалися за спокійну вдачу. Широко використовуються в сільському господарстві і кінному спорті. Крім поліпшення характеру, кастрація призводить до того, що мерини в меншій мірі, ніж жеребці, нарощують масу передньої частини корпусу, що буває важливо в таких видах спорту, як конкур. Мерини більш спокійні, ніж жеребці, менше проявляють агресію до інших самців, присутність кобил не впливає на стабільність їх роботи.

## Історія
Ще ранні кочівники Алтаю кастрували коней в VI—III ст. до н. е., про що говорять археологічні знахідки Пазирикських курганів.

## Мерини як військові коні
Мерини в основному були популярні в якості класичної степової кавалерії, оскільки вони спокійно, без бажання спаровуватися, можуть перебувати в групі разом з іншими кіньми. Вони менш забіякуваті. Ці якості цінуються і сьогодні, особливо в великих скотарських господарствах, де робочі коні зазвичай знаходяться в стаді і де часто важлива здатність тварин негайно почати роботу по команді.